# Союз-21
Союз-21 — космічний корабель (КК) серії «Союз». Корабель типу 7K-T(A9). Серійний номер 41. Реєстраційні номери: COSPAR: 1976-064A; USAF Sat Cat: 08934. Перший з трьох запланованих польотів на військову орбітальну станцію (ОС) Салют-5 («Алмаз-3»).
Планувався політ тривалістю від 54 до 66 діб. Здійснювались наукові експерименти, зокрема з вирощування кристалів у невагомості. Випробовувалась система перекачування ракетного палива для майбутніх польотів вантажних кораблів Прогрес
Політ припинено достроково. Офіційною причиною екстреної евакуації був їдкий запах в атмосфері Салюта з підозрою наявності токсичних газів на борту. Жолобов мав космічну хворобу і сумував за рідною домівкою. Після посадки екіпаж був у дуже поганому психологічному і розумовому стані. Імовірно, проблема з токсичними газами могла бути приводом для дострокового припинення польоту.

## Екіпаж
- Основний

Командир Волинов Борис Валентинович
Бортінженер Жолобов Віталій Михайлович
- Дублерний

Командир Зудов В'ячеслав Дмитрович
Бортінженер Рождественський Валерій Ілліч
- Резервний

Командир Горбатко Віктор Васильович
Бортінженер Глазков Юрій Миколайович

## Хронологія польоту
6 липня 1976 року о 12:08:45 UTC з космодрому Байконур запущено КК Союз-21 з екіпажем Волинов/Жолобов. Корабель типу 7K-T(A9). Серійний номер 41. Реєстраційні номери: COSPAR: 1976-064A; USAF Sat Cat: 08934. 
7 липня о 13:40 UTC КК Союз-21 зістикувався з ОС Салют-5.
24 серпня о 15:12 UTC КК Союз-21 відстикувався від ОС Салют-5, і о 18:32:17 UTC успішно приземлився за 200 км на південний захід від міста Кокчетав.